# Хайруллин, Эдуард Фаридович
Эдуард Фаридович Хайруллин (тат. Эдуард Фәрид улы Хәйруллин; 28 января 1969, Казань, Татарская АССР, РСФСР, СССР — 14 апреля 2023, Казань, Республика Татарстан, Российская Федерация) — российский журналист, медиаменеджер, историк, краевед. Руководитель пресс-службы президента Республики Татарстан (2015—2019), заместитель руководителя Республиканского агентства по печати и массовым коммуникациям (2019—2023).

## Биография
Эдуард Фаридович Хайруллин родился 28 января 1969 года в Казани. Мать — Алевтина Михайловна, отец — Фарид Габдулхаевич.
Учился в школе № 126. В 4-м классе написал сочинение о своём желании стать журналистом. С 8-го класса занимался в школе молодого журналиста при газете «Комсомолец Татарии», которую окончил в 10-м классе — там же вышли и его первые журналистские материалы и статьи. Поступив в Казанский государственный университет имени В. И. Ульянова-Ленина, окончил его в 1993 году по отделению социологии исторического факультета со специальностью социолога и преподавателя общественно-политических дисциплин.
Одновременно, в 1986—1987 годах трудился подсобным рабочим 2-го разряда на Казанском заводе электронно-вычислительных машин, а в 1987—1989 годах прошёл срочную службу в Советской армии. В это время печатался в газете «Вечерняя Казань», также активно интересовался телевидением, работал корреспондентом в молодежной программе «Телесеанс» на Казанской студии телевидения, а в 1991 году несколько месяцев пробыл представителем акционерной страховой компании «Зилант». Пройдя собеседование у И. Ю. Аминова, в 1993 году был принят на работу корреспондентом в недавно созданную телекомпанию «Эфир». Начинал с сюжетов с краеведческим уклоном про прогулки по Казани, дальнейшие два года работал ведущим информационной программы, где полюбился зрителям за безупречный стиль, эрудицию, природную открытость и обаяние, став настоящей звездой телеканала.
В 1994 году поступил на работу собственным корреспондентом на «Общественное российское телевидение», где в 1995—1996 годах годах являлся заведующим корреспондентским пунктом Дирекции информационных программ в Татарстане, а в 1996—1997 годах был заместителем заведующего Поволжского бюро «ОРТ» в Нижегородской области, Башкортостане, Мордовии, Удмуртии, Марий Эл, Чувашии и Татарстане. С 1997 года являлся консультантом товарищества с ограниченной ответственностью «Сфинкс» по рекламе, а в 1998 году назначен заведующим корреспондентским пунктом отдела российской и зарубежной корреспонденции Поволжского бюро «ОРТ». Проработав на Первом канале 12 лет, побывал в ряде горячих точек, в том числе в Чечне, Дагестане, Ингушетии, Афганистане.
В 1999 году Хайруллин со своим телеоператором В. А. Безменовым возвращались в Казань со съёмок сюжета о выборах из Ижевска, но остановились на трассе М7 с целью снять репортаж о крупной автомобильной аварии, собравшей на мосту через реку Танайка у Елабуги свалку из нескольких машин и грузовиков. В это самое время в условиях нулевой видимости и гололёда в них на полном ходу врезался ещё один «КамАЗ», сбивший всех, кто находился на трассе, в том числе и журналистов. Безменов, успевший запечатлеть последние мгновения перед аварией, получил переломы бедра, костей таза и двадцати ребер, разрыв внутренних органов, черепно-мозговую травму, в результате чего скончался в елабужской больнице. Хайруллин же выжил чудом: получив травму живота и сломав несколько рёбер, он был доставлен в Республиканскую клиническую больницу, прооперирован и выздоровел, не оставив занятия журналистикой.
Уйдя с «Первого канала», несколько месяцев был креативным директором ООО «Медиа-Профи», а в 2006—2007 годах занимал пост заместителя руководителя представительства Амурской области в Москве, где работал под началом полномочного представителя президента Российской Федерации в Дальневосточном федеральном округе К. Ш. Исхакова. По собственным словам, во время московской жизни достаточно комфортно себя чувствовал, но испытывал противоречие между своей творческой натурой и государственной службой, не отличающейся динамизмом. В 2008—2009 годах работал шеф-редактором и продюсером службы новостей телеканала «Звезда» при министерстве обороны Российской Федерации, затем в 2009—2010 годах — исполнительным директором ООО «Медиа-Профи». В 2010 году вернулся на государственную службу, заняв пост заместителя руководителя пресс-службы президента Республики Татарстан. В этом качестве работал под началом А. В. Кузьмина, занимался в основном курированием зарубежных поездок Р. Н. Минниханова. По собственным словам, в сравнении с государственными органами в Москве работа в татарстанской системой оказалась более живой, влияющей на жизнь людей.
В 2015 году возглавил пресс-службу президента РТ, сменив Кузьмина, ставшего гендиректором «Татмедиа». В этом качестве отвечал за медиаобраз Минниханова, занимался сопровождением деятельности президента, премьер-министра и государственного советника, организацией журналистов и аккредитацией, освещением президентской работы посредством текстов, фото- и видео-съёмок. В 2018 году прошёл обучение в Стэнфордском университете в числе ряда татарстанских госслужащих. В 2019 году ушёл с поста руководителя пресс-службы, который заняла Л. К. Галимова. Сам Хайруллина тогда же был назначен на должность заместителя руководителя Республиканского агентства по печати и массовым коммуникациям А. С. Салимгараева, занявшись освещением национальных проектов и защитой интересов Татарстана. Имел классный чин действительного государственного советника Республики Татарстан 1-го класса.
Помимо основной работы, активно занимался краеведением, историей Татарстана. В 2020 году к столетию образования ТАССР выпустил книгу «Татарстан 100: прежде и теперь», в которой при помощи краеведов, историков, фотографов и дизайнеров осветил все стороны повседневной жизни людей 1920-х годов в сравнении с современностью. В том же году в YouTube запустил собственный канал «Новая Тартария», где представлял зрителю короткие видеоэкскурсии по историческим зданиям Казани. В 2021 году назначен хранителем дома Ушковой на улице Кремлёвской, бывшего здания Национальной библиотеки Республики Татарстан, став ответственным за реставрацию особняка, опись и фотофиксацию интерьеров, также занимался проведением экскурсий по дому и популяризацией его истории, выявлением новых фактов из жизни семьи Ушковых. Чтобы лично на себе испытать все тяготы владельцев старинных особняков, купил в Свияжске исторический дом Сапугольцева 1900 года постройки, начав его восстанавливать в первозданном виде с деревянными наличниками, резным крыльцом и мезонином. Являлся членом татарстанского отделения Всероссийского общества охраны памятников истории и культуры, пытался избраться его председателем, но кандидатура Хайруллина была отклонена Центральным советом организации.
Фотография стала моим способом передать то, что я увидел. Шестнадцать лет я проработал журналистом на телевидении, и все это время меня не покидало ощущение, что моя работа просто растворяется в эфире. Но с приходом в мою жизнь фотографии, все изменилось. Мне нравится, что в плоской картинке можно отразить всю глубину и гармонию этого мира, с его запахами и ощущениями. Это двухмерное ограничение сужает и одновременно расширяет мои границы, вынуждая вложить в рамку кадра то, что мимолетно, но при этом вечно.Эдуард Хайруллин, 2014 год.
Некоторое время в сотрудничестве с «Вечерней Казанью» выпускал видеопроект «По правде говоря», где брал интервью у различных медийных лиц республики. Также интересовался фотографией, которой учился у А. И. Лапина, став мастером фоторепортажа, хоть и называл себя любителем. В 2012 году выпустил альбом «Свияжск. Монологи», в котором наряду с монологами рядовых жителей Свияжска собрал свои фотографии, запечатлевшие трансформацию города в реставрационное, музейное и туристическое пространство. Фотовыставки работ из этого цикла прошли в различных городах, тогда как альбом выдержал два переиздания. В 2018 году Хайруллин представил фотопроект «Пары», где сфокусировал своё внимание на мимолётных взаимоотношениях различных пар, не только мужчины и женщины, но и, например, человека и собаки, бабушки и кошки, двух футболистов или петухов перед схваткой. Также был куратором выставки екатеринбургского фотографа С. В. Потеряева «Тартария. Новая топография» (2020) в казанской Галерее современного искусства, при этом отмечал, что за современным искусством практически не следит, так как оно «редко может вызывать какие-то чувства». Параллельно с фотографией, также занимался живописью, которой учился у Е. С. Ермолиной, став автором ряда пейзажей и натюрмортов.
Не буду предостерегать вас от тягот и лишений государственной службы, потому что интерес можно найти в любом месте, особенно если у вас такой креативный начальник, как повезло мне… Госслужба меня систематизировала и расширила мой взгляд на то, чтобы видеть проблему со всех сторон: не только покритиковать, но и сделать что-то… Я вам пожелаю найти дело, от которого у вас будут гореть глаза и над которым вы бы хотели работать круглосуточно, без выходных и при этом находили время на себя, интересы семью, личную жизнь. Жизнь, она коротка. Удачи вам.Эдуард Хайруллин, из беседы с молодыми журналистами, 2016 год.
Эдуард Фаридович Хайруллин скончался 14 апреля 2023 года в Казани в возрасте 54 лет. Утром Хайруллину стало плохо и он отпросился поработать из дома, причиной смерти стал обширный инсульт. Прощание прошло 17 апреля в культурном центре «Сайдаш», собрав сотни людей, представителей руководства Татарстана, депутатов, коллег-журналистов. Чин отпевания в церкви Святой великомученицы Варвары совершил митрополит Казанский и Татарстанский Кирилл. Похоронен Хайруллин был на кладбище посёлка Мирный.

## Награды
- Медаль «В память 1000-летия Казани» (2005 год)[9].
- Медаль «За доблестный труд» (2019 год) — за большой вклад в развитие средств массовой информации и плодотворную работу в органах государственной власти[59].
- Благодарность Президента Республики Татарстан (2013, 2019 гг.)[60].

## Личная жизнь
Был женат, есть сын. Владел английским языком. В последние годы пришёл к вере, принял крещение под именем Екдита, одного из севастийских мучеников. По собственным словам, во время работы в пресс-службе президента РТ получал скромную зарплату в размере порядка 40 тысяч рублей; в 2019 году задекларировал годовой доход в три миллиона рублей, а в 2021 году — один с лишним миллион, помимо квартиры, дома и двух земельных участков.